# Campeonato Mundial de Atletismo Júnior de 2014 - 5000 m feminino
A prova dos 5000 metros rasos 	feminino do Campeonato Mundial de Atletismo Júnior de 2014 ocorreu no dia 23 de julho em Eugene, nos Estados Unidos. 

## Recordes
Antes desta competição, os recordes mundiais e do campeonato nesta prova eram os seguintes:
|     | Nome            | Nacionalidade | Tempo    | Local   | Data                |
| --- | --------------- | ------------- | -------- | ------- | ------------------- |
| WJR | Tirunesh Dibaba | Etiópia       | 14:30.88 | Bergen  | 11 de junho de 2004 |
| CR  | Genzebe Dibaba  | Etiópia       | 15:08.06 | Moncton | 21 de julho de 2010 |

## Medalhistas
| Ouro                 | Prata              | Bronze                  |
| Alemitu Heroye (ETH) | Alemitu Hawi (ETH) | Agnes Jebet Tirop (KEN) |

## Cronograma
Todos os horários são locais (UTC-7).
| Data        | Hora  | Evento |
| ----------- | ----- | ------ |
| 23 de julho | 19:40 | Final  |

## Resultados

### Final
A prova final foi realizada no dia 23 de julho às 20:40.  
| Posição           | Babador | Atleta            | Nacionalidade  | Tempo    | Notas           |
| ----------------- | ------- | ----------------- | -------------- | -------- | --------------- |
| Medalha de ouro   | 571     | Alemitu Heroye    | Etiópia        | 15:10.08 |                 |
| Medalha de prata  | 572     | Alemitu Hawi      | Etiópia        | 15:10.46 | Recorde pessoal |
| Medalha de bronze | 993     | Agnes Jebet Tirop | Quênia         | 15:43.12 |                 |
| 4                 | 1495    | Stella Chesang    | Uganda         | 15:53.85 | NJR             |
| 5                 | 983     | Loice Chemnung    | Quênia         | 15:55.17 |                 |
| 6                 | 953     | Maki Izumida      | Japão          | 15:55.26 |                 |
| 7                 | 184     | Courtney Powell   | Austrália      | 15:56.00 | Recorde pessoal |
| 8                 | 957     | Fuyuka Kimura     | Japão          | 15:59.72 |                 |
| 9                 | 347     | Jillian Forsey    | Canadá         | 16:02.55 | Recorde pessoal |
| 10                | 994     | Darya Maslova     | Quirguistão    | 16:07.58 | NJR             |
| 11                | 188     | Kate Spencer      | Austrália      | 16:18.18 |                 |
| 12                | 1619    | Maggie Schmaedick | Estados Unidos | 16:19.01 |                 |
| 13                | 352     | Heather Petrick   | Canadá         | 16:26.04 |                 |
|                   | 1488    | Emine Hatun Tuna  | Turquia        | DNF      |                 |
|                   | 1400    | Sarah Lahti       | Suécia         | DNF      |                 |

Legenda
| Recorde mundial       | Recorde mundial (World record)               |                       | Recorde africano                      | Recorde africano (African) |                                           | Q | Classificado por posição (Qualified) |
| Recorde do campeonato | Recorde do campeonato (Championship record)  | Recorde da América    | Recorde da América (Americas)         | q                          | Classificado por melhor tempo (Qualified) |   |                                      |
| Melhor marca do ano   | Melhor marca do ano (World leading)          | Recorde asiático      | Recorde asiático (Asian)              | DNS                        | Não largou (Did not start)                |   |                                      |
| Recorde nacional      | Recorde nacional (National record)           | Recorde europeu       | Recorde europeu (European)            | DNF                        | Não terminou (Did not finish)             |   |                                      |
| Recorde pessoal       | Recorde pessoal do atleta (Personal best)    | Recorde da Oceania    | Recorde da Oceania (Oceania)          | DSQ / DQ                   | Desclassificado (Disqualified)            |   |                                      |
| Recorde da temporada  | Recorde da temporada do atleta (Season best) | Recorde sul-americano | Recorde sul-americano (South America) | NM                         | Sem marca (No mark)                       |   |                                      |